# Der Hirtenjunge und der Wolf

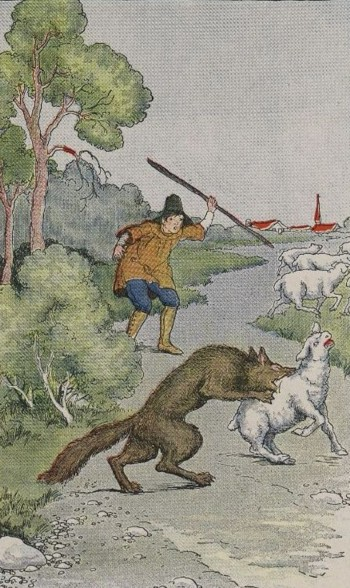
Buchillustration von Milo Winter

Der Hirtenjunge und der Wolf, auch bekannt als Der Schäfer und der Wolf, ist eine Fabel, die Äsop zugeschrieben wird.
Die Hauptperson der Fabel ist ein Hirtenjunge, der aus Langeweile beim Schafehüten laut „Wolf!“ brüllt. Als ihm daraufhin Dorfbewohner aus der Nähe zu Hilfe eilen, finden sie heraus, dass falscher Alarm gegeben wurde und sie ihre Zeit verschwendet haben. Als der Junge nach einiger Zeit wirklich einem Rudel Wölfe begegnet, nehmen die Dorfbewohner die Hilferufe nicht mehr ernst und bleiben bei ihrem Tagwerk. Die Wölfe fressen die ganze Herde und in manchen Versionen der Fabel auch den Jungen.